# Jean Boyer (Organist)
Jean Boyer (* 24. Oktober 1948 in Sidi bel Abbès, Algerien; † 28. Juni 2004 in Lille) war französischer Organist und Professor für Orgel am Conservatoire national supérieur musique et danse de Lyon.

## Leben und Werk
Boyer wurde als Sohn von Noël Boyer geboren. Seine Eltern erteilten ihm den ersten Musikunterricht. 1967 kam er in die Orgelklasse von Xavier Darasse am Konservatorium von Toulouse, wo er 1969 einen ersten Preis erhielt. Zwischen 1972 und 1995 war er als Nachfolger  von Michel Chapuis Titularorganist an der Orgel von St-Nicolas-des-Champs in Paris.
Durch seinen Unterricht prägte er zahlreiche junge Organisten, zunächst am Konservatorium von Bayonne und von 1980 bis 1982 in Brest und an der Pariser Scola cantorum, anschließend am Konservatorium von Rijsel (1982–1992) und ab 1992 in seinen Meisterklassen in Lyon als Nachfolger von Darasse.
Boyer spielte nur wenige Orgelwerke ein, da er das Konzert bevorzugte und der Schallplattenindustrie kritisch gegenüberstand. Für die alten Meister bevorzugte er die historische Aufführungspraxis an historischen Instrumenten, spielte aber auch Musik der Romantik. 1971 entstand eine erste Schallplatte mit Werken französischer, flämischer und spanischer Orgelmeister des 17. und 18. Jahrhunderts. Später folgten Aufnahmen mit Orgelmusik von Alexandre-Pierre-François Boëly, Louis-Nicolas Clérambault, Nicolas de Grigny und den Leipziger Chorälen von Johann Sebastian Bach sowie dem kompletten Orgelwerk von Johannes Brahms.
Im Jahr 2004 brach eine Krebserkrankung aus; Boyer starb mit 55 Jahren an den Folgen eines Hirnblutung.

## Schriften
- La „Grand Pièce Symphonique“ de César Franck. In: Hans Davidsson, Sverker Jullander (Hrsg.): Proceedings of the Göteborg International Organ Academy 1994. Göteborgs universitet, Göteborg 1995.
- Johannes Brahms et l'orgue. In: Japan Organist. 1997.
- Nuances dynamiques dans la musique d'orgue de J. S. Bach. In: 30 ans d'orgue. Évolution de la facture d'orgue, de l'interprétation et des répertoires ancien et contemprain au cours des 30 dernières années. Académie de l'orgue de Saint-Dié-des-Vosges, Saint-Dié 1998, S. 155–166.